# Valeria Bianchi
Valeria Bianchi (født 16. september 1985) er en håndboldspiller fra Argentina. Hun spiller som venstre back. Hun spiller på Argentinas håndboldlandshold, og deltog under VM 2011 i Brasilien.